# Démographie de la Vienne
La démographie de la Vienne est caractérisée par une densité faible et une population âgée qui croît rapidement depuis les années 1960.
Avec ses 438 688 habitants en 2022, le département français de la Vienne se situe en 56e position sur le plan national.
En six ans, de 2015 à 2021, sa population s'est accrue de près de 4 500 unités, c'est-à-dire de plus ou moins 800 personnes par an. Mais cette variation est différenciée selon les 265 communes que comporte le département.
La densité de population de la Vienne, 62,8 habitants par kilomètre carré en 2022, est deux fois inférieure à celle de la France entière qui est de 107,1 hab./km2 pour la même année.

## Évolution démographique du département de la Vienne
Le département a sur une longue période, un taux de croissance de sa population équivalent à celui de la France, soit pour la période 1968-2006 23 % pour un taux de 24 % pour la France.
En 2006, la Vienne surclasse largement en termes d'évolution de la population, les départements voisins de la Charente (+ 5 %), des Deux-Sèvres (+ 10 %), de l'Indre (- 6 %) ou de la Creuse (- 22 %).
Face aux principales agglomérations des départements voisins, la ville de Poitiers connait un dynamisme démographique plus important sur la période 1968-2006. Cependant, l'évolution moyenne annuelle de la population du département de 1999 à 2006 est identique à celle de la région Poitou-Charentes et à celle de la France. Pour les périodes précédentes, elle a toujours connu un dynamisme supérieur à la région mais voisine de la moyenne nationale :
- Pour la période 1968-1975: + 0,7 % pour le département, + 0,5 % pour la région et + 0,8 % pour la France,
- Pour la période 1975-1982, respectivement: 0,6 %; 0,4 % et 0,5 %
- Pour la période 1982-1990, respectivement: 0,3 %; 0,2 % et 0,5 %
- Pour la période 1990-1999, respectivement: 0,5 %; 0,3 % et 0,4 %.

En 2022, le département comptait 438 688 habitants, en évolution de +0,6 % par rapport à 2016 (France hors Mayotte : +2,11 %).
| 1791 | 1801    | 1806    | 1821    | 1826    | 1831    | 1836    | 1841    | 1846    |
| ---- | ------- | ------- | ------- | ------- | ------- | ------- | ------- | ------- |
| -    | 240 990 | 252 351 | 260 697 | 267 670 | 282 731 | 288 002 | 294 250 | 308 391 |

| 1851    | 1856    | 1861    | 1866    | 1872    | 1876    | 1881    | 1886    | 1891    |
| ------- | ------- | ------- | ------- | ------- | ------- | ------- | ------- | ------- |
| 317 305 | 322 585 | 322 028 | 324 527 | 320 598 | 330 916 | 340 295 | 342 785 | 344 355 |

| 1896    | 1901    | 1906    | 1911    | 1921    | 1926    | 1931    | 1936    | 1946    |
| ------- | ------- | ------- | ------- | ------- | ------- | ------- | ------- | ------- |
| 338 114 | 336 343 | 333 621 | 332 276 | 306 248 | 310 474 | 303 072 | 306 820 | 313 932 |

| 1954    | 1962    | 1968    | 1975    | 1982    | 1990    | 1999    | 2006    | 2011    |
| ------- | ------- | ------- | ------- | ------- | ------- | ------- | ------- | ------- |
| 319 208 | 331 619 | 340 256 | 357 366 | 371 428 | 380 005 | 399 024 | 418 460 | 428 447 |

| 2016    | 2021    | 2022    | - | - | - | - | - | - |
| ------- | ------- | ------- | - | - | - | - | - | - |
| 436 069 | 439 385 | 438 688 | - | - | - | - | - | - |

## Répartition spatiale de la population
La répartition de la population montre un département dual. En effet, il est situé à cheval sur deux zones aux évolutions démographiques très différentes : un Grand Ouest-Atlantique densément peuplé (Loire-Atlantique, Vendée, Charente-Maritime) et un centre de la France se désertifiant de plus en plus et, de nos jours, très peu peuplé.
Cette position intermédiaire se retrouve dans une analyse comparée des populations des départements proches de la Vienne. La Vienne est largement distancée par ceux des bords de Loire ainsi que par les départements côtiers. En revanche la Vienne distance d'assez loin les départements du centre de la France :
- Maine-et-Loire : 828 151 habitants,
- Charente-Maritime : 668 160 habitants,
- Vendée : 706 343 habitants,
- Indre-et-Loire : 616 326 habitants,
- Vienne : 438 688 habitants,
- Haute-Vienne : 372 438 habitants,
- Deux-Sèvres : 375 415 habitants,
- Charente : 351 603 habitants,
- Indre : 216 809 habitants,
- Creuse : 115 529 habitants.

L'axe Poitiers-Châtellerault définit une zone de forte densité de la population. Cette zone couvre 1/3 de la surface du département et regroupe 70 % de sa population. Plus particulièrement, la population poitevine est surtout concentrée sur l'aire urbaine de Poitiers :
- Poitiers : 53,94 %
- Tours : 68,17 %
- Limoges : 70,76 %
- Niort : 37,51 %.

Les régions rurales sont très faiblement peuplées et sont dépourvues de zones urbaines structurantes et attractives. Il n'y a pas, ainsi, de villes pouvant concurrencer Poitiers et Châtellerault. Les villes de Montmorillon et de Loudun ont un rayonnement qui reste limité. L'isolement de Montmorillon n'apparait pas en mesure d'influencer l'évolution démographique de ses communes environnantes marquées par une lente et inéluctable érosion démographique. Loudun est entouré de communes avec une densité de population plus élevé et est plus proche d'autres agglomérations de taille moyenne comme Thouars ou Saumur.
L'évolution de la population au sein du département depuis 1999 renforce le constat suivant : les zones rurales perdent leurs habitants au profit de l'axe Poitiers-Châtellerault , plus particulièrement au profit des cantons situés autour de la préfecture. Durant la même période, Châtellerault a perdu de son attractivité. En outre, parmi les 8 pays et les deux agglomérations structurant le département de la Vienne, sur la période 1999-2006, le pays Montmorillonais est le seul à avoir une moyenne négative de l'évolution de sa population : - 0,23 % par an. De plus, contrairement à d'autres villes moyennes comme Loudun, Montmorillon, au sein de cette zone n'exerce aucune attractivité puisque sa propre population a diminué en moyenne sur cette période de 0,66 % par an, alors que dans le même temps, le département a gagné 8 000 habitants.
Cette chute démographique s'inscrit dans un vieillissement des populations du sud-est du département. C'est aussi une problématique qui s'inscrit dans une région plus vaste et qui affecte les départements voisins : ainsi, si la part des + 60 ans dans le département de la Vienne atteint 23,2 %, il est de 32,7 % dans le département de la Creuse, 29 % dans le département de l'Indre et 26,3 % pour le département de la Charente.
La part de la population de 60 ans et plus passerait de 23 % en 2006 à 30 % en 2020. La Vienne bénéficie à la fois d'un excédent migratoire significatif et d'un excédent naturel qui contribuent à un moindre vieillissement.  En supposant le maintien des tendances démographiques depuis 1990, entre 2006 et 2020, la population de l'aire urbaine de Poitiers devrait s'accroître de + 16,5 % et celle de Châtellerault de + 5,0 %. En revanche, les zones rurales du département devraient voir leur population diminuer de -5,8 % pour la zone Nord et de -8,6 % pour la zone Sud . Les personnes âgées sont proportionnellement plus présentes en milieu rural. En 2006, elles représentent 34 % de la population de l'espace rural du sud du département et 30 % de l'espace nord.

## Population par divisions administratives

### Arrondissements
Le département de la Vienne comporte trois arrondissements. La population se concentre principalement sur l'arrondissement de Poitiers, qui recense 61 % de la population totale du département en 2022, avec une densité de 124,8 hab./km2, contre 24 % pour l'arrondissement de Châtellerault et 15 % pour celui de Montmorillon.
| Arrondissement  | Population(2022) | Variation(2022/2016)                       | Superficie(km2) | Densité(hab./km2) |
| --------------- | ---------------- | ------------------------------------------ | --------------- | ----------------- |
| Poitiers        | 265 941          | en évolution de +2,4 % par rapport à 2016  | 2 131,5         | 124,8             |
| Châtellerault   | 107 316          | en évolution de −1,86 % par rapport à 2016 | 1 982,9         | 54,1              |
| Montmorillon    | 65 431           | en évolution de −2,38 % par rapport à 2016 | 2 876,1         | 22,7              |
| Source : Insee. |                  |                                            |                 |                   |

### Communes de plus de5 000 habitants
Sur les 265 communes que comprend le département de la Vienne, 47 ont en 2021 une population municipale supérieure à 2 000 habitants, quatorze ont plus de 5 000 habitants et trois ont plus de 10 000 habitants : Poitiers, Châtellerault et Buxerolles.
Les évolutions respectives des communes de plus de 5 000 habitants sont présentées dans le tableau ci-après.
| Commune               | Population(2022) | Variation(2022/2016)                        | Superficie(km2) | Densité(hab./km2) |
| --------------------- | ---------------- | ------------------------------------------- | --------------- | ----------------- |
| Poitiers              | 89 472           | en évolution de +1,72 % par rapport à 2016  | 42,11           | 2 124,7           |
| Châtellerault         | 31 105           | en évolution de −2,97 % par rapport à 2016  | 51,93           | 599               |
| Buxerolles            | 10 253           | en évolution de +2,45 % par rapport à 2016  | 9,1             | 1 126,7           |
| Jaunay-Marigny        | 7 597            | en évolution de +1,65 % par rapport à 2016  | 48,29           | 157,3             |
| Saint-Benoît          | 7 306            | en évolution de +2,73 % par rapport à 2016  | 13,58           | 538               |
| Chauvigny             | 7 037            | en évolution de −0,23 % par rapport à 2016  | 95,82           | 73,4              |
| Loudun                | 6 791            | en évolution de +0,7 % par rapport à 2016   | 43,77           | 155,2             |
| Vouneuil-sous-Biard   | 6 245            | en évolution de +7,56 % par rapport à 2016  | 25,98           | 240,4             |
| Migné-Auxances        | 6 276            | en évolution de +4,34 % par rapport à 2016  | 28,96           | 216,7             |
| Naintré               | 5 954            | en évolution de +1,1 % par rapport à 2016   | 24,86           | 239,5             |
| Montmorillon          | 5 867            | en évolution de −2,18 % par rapport à 2016  | 57              | 102,9             |
| Saint-Martin-la-Pallu | 5 663            | en évolution de +1,98 % par rapport à 2016  | 93,87           | 60,3              |
| Neuville-de-Poitou    | 5 465            | en évolution de +2,34 % par rapport à 2016  | 17,06           | 320,3             |
| Mignaloux-Beauvoir    | 5 224            | en évolution de +19,93 % par rapport à 2016 | 21,56           | 242,3             |
| Source : Insee.       |                  |                                             |                 |                   |

## Structures des variations de population

### Soldes naturels et migratoires depuis 1968
La variation moyenne annuelle est positive mais en baisse depuis les années 1970, passant de 0,7 à 0,2 %.
Le solde naturel annuel qui est la différence entre le nombre de naissances et le nombre de décès enregistrés au cours d'une même année, a baissé, passant de 0,5 à 0 %. La baisse du taux de natalité, qui passe de 15,8 à 9,6 ‰, n'est en fait pas compensée par une baisse équivalente du taux de mortalité, qui parallèlement passe de 11,1 à 9,9 ‰.
Le flux migratoire est reste constant sur la période courant de 1968 à 2021 à 0,2 %. 
| Indicateurs démographiques                       | 1968 à1975 | 1975 à1982 | 1982 à1990 | 1990 à1999 | 1999 à2010 | 2010 à2015 | 2015 à2021 |
| ------------------------------------------------ | ---------- | ---------- | ---------- | ---------- | ---------- | ---------- | ---------- |
| Variation annuelle moyenne de la population en % | 0,7        | 0,6        | 0,3        | 0,5        | 0,6        | 0,4        | 0,2        |
| - due au solde naturel en %                      | 0,5        | 0,3        | 0,2        | 0,1        | 0,2        | 0,2        | -0,0       |
| - due au solde apparent des entrées sorties en % | 0,2        | 0,3        | 0,1        | 0,4        | 0,4        | 0,2        | 0,2        |
| Taux de natalité en ‰                            | 15,8       | 13,2       | 11,9       | 10,7       | 11,4       | 11,2       | 9,6        |
| Taux de mortalité en ‰                           | 11,1       | 10,4       | 10,0       | 9,6        | 9,5        | 9,5        | 9,9        |
| Source : Insee.                                  |            |            |            |            |            |            |            |

### Mouvements naturels sur la période 2014-2022
En 2014, 4 686 naissances ont été dénombrées contre 3 909 décès. Le nombre annuel des naissances a diminué depuis cette date, passant à 3 999 en 2022, indépendamment à une augmentation, mais relativement faible, du nombre de décès, avec 4 938 en 2022. Le solde naturel est ainsi négatif et diminue, passant de 777 à -939.
Pour des raisons techniques, il est temporairement impossible d'afficher le graphique qui aurait dû être présenté ici.

## Les flux de population
Dans ses échanges avec le reste de la France, la Vienne a gagné entre 1999 et 2006, près de 8 000 habitants : 47 965 habitants se sont installés et 40 049 habitants l'ont quitté. Cette évolution la situe au deuxième rang de l'ancienne région Poitou-Charentes mais loin derrière la Charente-Maritime avec un flux de  24 000 habitants.  Le solde des échanges avec le reste de la France est fortement négatif pour les 25-39 ans, ce qui s'explique par l'exode des étudiants venus à Poitiers (environ 25 000 )suivre un cursus universitaire. Le solde est positif pour les 40-59 ans mais il reste très inférieur à celui de la Charente-Maritime et proche de celui des Deux-Sèvres. À l'inverse, grâce aux structures universitaires de Poitiers, la Vienne est le seul département de la région Poitou-Charentes à connaitre un solde positif : +1 400 par an.

## Densité de population
La densité de population est en augmentation depuis 1968.
En 2021, la densité était de 62,9 hab./km2.
| 1968 |  | 48.7 |  |

| 1975 |  | 51.1 |  |

| 1982 |  | 53.1 |  |

| 1990 |  | 54.4 |  |

| 1999 |  | 57.1 |  |

| 2010 |  | 61.1 |  |

| 2015 |  | 62.2 |  |

| 2021 |  | 62.9 |  |

## Répartition par sexes et tranches d'âges
La population du département est plus âgée qu'au niveau national.
En 2021, le taux de personnes d'un âge inférieur à 30 ans s'élève à 35 %, soit en dessous de la moyenne nationale (35,1 %). À l'inverse, le taux de personnes d'âge supérieur à 60 ans est de 28,9 % la même année, alors qu'il est de 26,6 % au niveau national.
En 2021, le département comptait 212 064 hommes pour 227 321 femmes, soit un taux de 51,74 % de femmes, légèrement supérieur au taux national (51,61 %).
Les pyramides des âges du département et de la France s'établissent comme suit.
| Hommes | Classe d’âge | Femmes |
| ------ | ------------ | ------ |
| 0,9    | 90 ou +      | 2,4    |
| 8,1    | 75-89 ans    | 10,3   |
| 17,9   | 60-74 ans    | 18,1   |
| 19,2   | 45-59 ans    | 18,8   |
| 17,3   | 30-44 ans    | 16,7   |
| 19,4   | 15-29 ans    | 18,2   |
| 17,2   | 0-14 ans     | 15,5   |

| Hommes | Classe d’âge | Femmes |
| ------ | ------------ | ------ |
| 0,7    | 90 ou +      | 1,9    |
| 7,0    | 75-89 ans    | 9,5    |
| 16,6   | 60-74 ans    | 17,5   |
| 20,0   | 45-59 ans    | 19,5   |
| 18,8   | 30-44 ans    | 18,3   |
| 18,3   | 15-29 ans    | 16,7   |
| 18,6   | 0-14 ans     | 16,7   |

## Répartition par catégories socioprofessionnelles
La catégorie socioprofessionnelle des retraités est surreprésentée par rapport au niveau national. Avec 29,5 % en 2021, elle est 2,7 points au-dessus du taux national (26,8 %). La catégorie socioprofessionnelle des cadres et professions intellectuelles supérieures est quant à elle sous-représentée par rapport au niveau national. Avec 7,5 % en 2021, elle est 2,6 points en dessous du taux national (10,1 %).
| Catégorie socioprofessionnelle                    | 2015    | 2015 | 2021    | 2021 | Détails de l'année 2021 | Détails de l'année 2021 | Détails de l'année 2021            | Détails de l'année 2021            | Détails de l'année 2021            |
| Catégorie socioprofessionnelle                    | Nb      | %    | Nb      | %    | Hommes                  | Femmes                  | Part en % de la population âgée de | Part en % de la population âgée de | Part en % de la population âgée de |
| Catégorie socioprofessionnelle                    | Nb      | %    | Nb      | %    | Hommes                  | Femmes                  | 15 à 24 ans                        | 25 à 54 ans                        | 55 ans ou +                        |
| ------------------------------------------------- | ------- | ---- | ------- | ---- | ----------------------- | ----------------------- | ---------------------------------- | ---------------------------------- | ---------------------------------- |
| Agriculteurs exploitants                          | 4 492   | 1,2  | 3 815   | 1,0  | 2 967                   | 848                     | 0,2                                | 1,5                                | 0,9                                |
| Artisans, commerçants, chefs d'entreprise         | 11 241  | 3,1  | 11 962  | 3,2  | 8 321                   | 3 641                   | 0,6                                | 5,4                                | 2,1                                |
| Cadres et professions intellectuelles supérieures | 25 770  | 7,2  | 27 518  | 7,5  | 15 454                  | 12 064                  | 1,8                                | 13,5                               | 3,7                                |
| Professions intermédiaires                        | 48 752  | 13,5 | 50 542  | 13,7 | 23 293                  | 27 250                  | 8,0                                | 24,8                               | 4,9                                |
| Employés                                          | 60 340  | 16,8 | 59 318  | 16,1 | 15 096                  | 44 222                  | 14,3                               | 26,4                               | 6,6                                |
| Ouvriers                                          | 45 180  | 12,5 | 43 802  | 11,9 | 34 573                  | 9 229                   | 11,7                               | 19,4                               | 4,5                                |
| Retraités                                         | 108 078 | 30,0 | 108 735 | 29,5 | 50 265                  | 58 469                  | 0,0                                | 0,2                                | 70,2                               |
| Autres personnes sans activité professionnelle    | 56 179  | 15,6 | 62 400  | 17,0 | 26 004                  | 36 396                  | 63,5                               | 8,7                                | 7,1                                |
| Ensemble                                          | 360 031 | 100  | 368 092 | 100  | 175 973                 | 192 119                 | 100                                | 100                                | 100                                |
| Sources : Insee,.                                 |         |      |         |      |                         |                         |                                    |                                    |                                    |